# 2010년 넥센 히어로즈 시즌
2010년 넥센 히어로즈 시즌은 넥센 히어로즈가 KBO 리그에 참가한 첫 시즌으로, 우리 히어로즈, 히어로즈, 서울 히어로즈 시절까지 합하면 3번째 시즌이다. 김시진 감독이 팀을 이끈 2번째 시즌으로, 이숭용이 주장을 맡았다. 팀은 8팀 중 정규시즌 7위에 그쳐 3년 연속으로 포스트시즌 진출에 실패했다.

## 타이틀
- 광저우 아시안 게임 금메달: 김시진(코치), 강정호
- 대륙간컵 국가대표: 고원준, 김성현, 유한준
- KBO 골든글러브: 강정호 (유격수)
- 조아제약 프로야구대상 최고구원투수상: 손승락
- 조아제약 프로야구대상 프로코치상: 정민태
- 스포츠토토 올해의 코치상: 정민태
- 올스타 선발: 강정호 (유격수), 황재균 (3루수), 클락 (외야수)
- 올스타전 추천선수: 금민철, 손승락, 김민우
- 출장(타자): 강정호 (133)
- 3루타: 장민석 (10)
- 마무리등판: 손승락 (46)
- 세이브: 손승락 (26)
- 세이브포인트: 손승락 (28)
- 터프세이브: 손승락 (5)
- 병살 처리: 강정호 (95)
- 선발 GSC: 금민철 (4월 18일 한화전, 89)

### 퓨처스리그
- 퓨처스 올스타: 김건태, 박동원, 임성학, 이창섭

## 선수단
- 선발투수 : 고원준, 금민철, 김성현, 김성태, 번사이드, 강리호, 니코스키, 김수경, 배힘찬
- 구원투수 : 박승민, 오주원, 마정길, 송신영, 이보근, 문성현, 박성훈, 이정호, 김상수, 이동학
- 마무리투수 : 손승락, 이대환, 김건태
- 포수 : 유선정, 박동원, 허준, 강귀태
- 1루수 : 이숭용, 장영석, 조중근
- 2루수 : 김일경, 권도영, 이창섭, 김지수
- 유격수 : 강정호, 김민성
- 3루수 : 김민우, 황재균
- 좌익수 : 클락, 강병우, 조재호
- 중견수 : 장민석, 정수성
- 우익수 : 송지만, 유한준
- 지명타자 : 강병식, 장종덕, 오윤, 오재일

## 여담
- 2군 홈구장으로 강진 베이스볼 파크를 사용한 첫 시즌이다.
- 넥센 히어로즈라는 팀명으로 치러진 첫 경기는 3월 27일 롯데 자이언츠와의 경기였다. 이날 선발 등판한 금민철이 넥센 히어로즈의 첫 승리투수가 되었으며, 송신영이 1호 홀드, 손승락이 1호 세이브의 주인공이 되었다. 가장 먼저 타석을 소화한 타자는 1번 타자 정수성이었다.
- 번사이드는 3월 30일 두산 베어스와의 경기에서 넥센 히어로즈의 첫 패전투수가 되었다.
- 손승락은 KBO 올스타전에서 진갑용을 고의4구로 내보내 사상 최초로 KBO 올스타전에서 고의4구를 내준 투수가 되었다.
- 김동수는 9월 30일에 은퇴식을 갖고 은퇴했다. 히어로즈에서 뛴 선수가 히어로즈에서 은퇴식을 갖는 것은 김동수가 최초였다.
- 이 시즌은 KBO 리그 사상 16번째로 규정 이닝 충족 투수 전원이 양수 WAR을 기록한 시즌이다. 이 중 가장 WAR이 낮았던 번사이드는 WAR 0.84를 기록했다.
- 오재일은 WAR -1.13으로 팀명이 키움 히어로즈로 바뀌기 전까지 구단 사상 단일 시즌 최저 WAR 기록 보유자였다.
- 손승락은 조아제약 프로야구대상 최고구원투수상을 수상하여 구단 사상 첫 조아제약 프로야구대상 수상자가 되었다.